# Wassylyssa Stepanenko

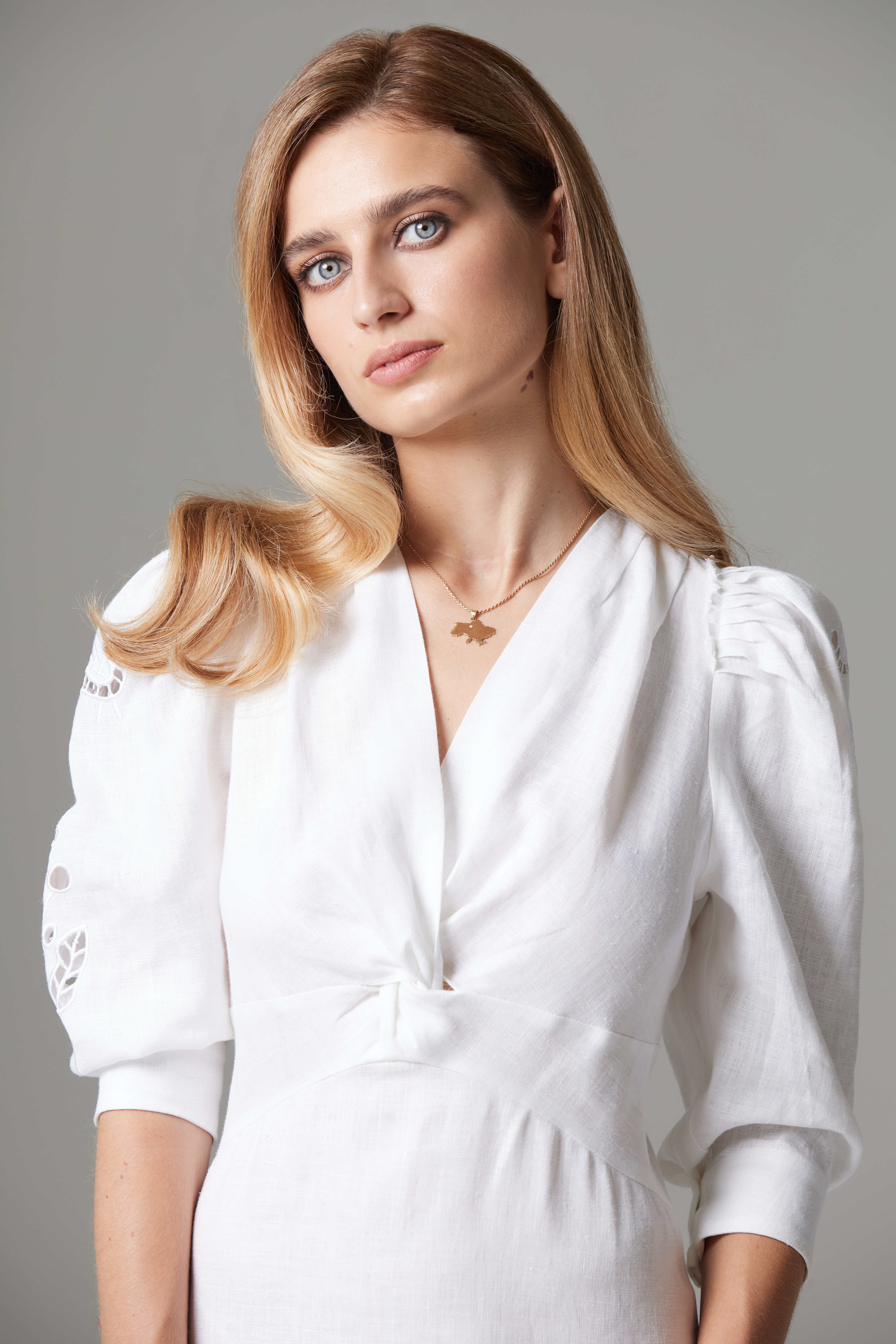
Wassylyssa Stepanenko (2024)

Wassylyssa Illiwna Stepanenko (ukrainisch Василиса Іллівна Степаненко; * 19. November 1999 in Charkiw) ist eine ukrainische Journalistin, Produzentin und Moderatorin.

## Leben
Wassylyssa Stepanenko studierte Journalismus an der Staatlichen Akademie für Kultur in Charkiw. Sie arbeitete zunächst bei der Zeitung Kharkiv Post und als Produzentin und Moderatorin bei Simon TV, bevor sie im Januar 2022 zu Associated Press kam.
Nach der russischen Invasion im Jahr 2022 reiste sie zusammen mit dem Fotojournalisten Jewhen Maloljetka und dem Videojournalisten Mstyslaw Tschernow nach Mariupol, wo sie die einzigen internationalen Medienvertreter in der blockierten Stadt waren. Am 15. März 2022 gelang es den Journalisten, Mariupol zu verlassen.

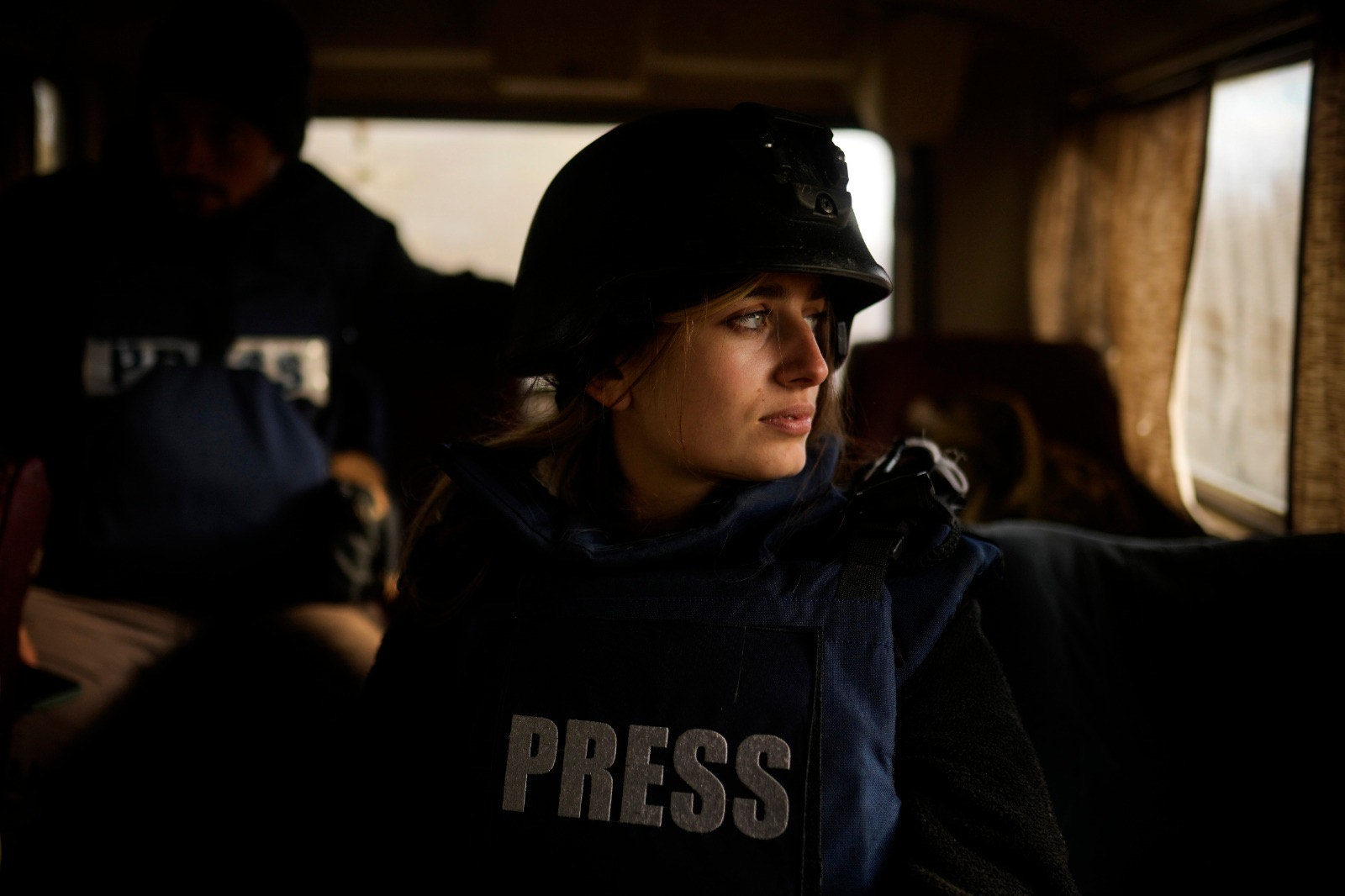
Wassylyssa Stepanenko (2022)

Am 20. Januar 2023 fand auf dem Sundance Film Festival die Premiere des Dokumentarfilms 20 Tage in Mariupol statt, der auf den Aufnahmen des Fotojournalisten-Teams basiert. Der Film erhielt 2024 den Oscar für den besten Dokumentarfilm.

## Auszeichnungen (Auswahl)
- 2022 –  George Polk Award[5]
- 2022 –  ICFJ Knight International Journalism Award[6]
- 2023 –  Pulitzer-Preis[7]
- 2024 –  Taras-Schewtschenko-Preis[8]